# فرودگاه رئورسل-اوستامل
فرودگاه رئورسل-اوستامل  (به انگلیسی: Zoersel-Oostmalle Airfield) یک فرودگاه همگانی / نظامی با کد یاتا OBL است که یک باند فرود بتن دارد و طول باند آن ۲۹۸۰ متر است. این فرودگاه در شهر زوئرسل کشور بلژیک قرار دارد و در ارتفاع ۱۶ متری از سطح دریا واقع شده است.